# Рівер Плейт (Монтевідео)
Клуб Атлетіко «Рі́вер Плейт» (ісп. Club Atlético River Plate) — уругвайський футбольний клуб з Монтевідео, заснований 1932 року.

## Історія
1932 року внаслідок злиття двох клубів «Олімпія» і «Капурро» у Монтевідео був заснований футбольний клуб «Атлетіко Рівер Плейт». При цьому об'єднаному клубу було дано назву «Рівер Плейт», на честь чотириразового чемпіона Уругваю «Рівер Плейт», що припинив своє існування 1929 року. Новий клуб не мав нічого спільного з колишнім «Рівер Плейт», за винятком назви. Втім, «Атлетіко Рівер Плейт» іноді використовує легендарну форму «Селесте» як запасний варіант, а також отримав прізвисько свого тезки-попередника (ісп. «darseneros»).
Найкращим досягненням «Рівер Плейта» в чемпіонатах Уругваю є 2-е місце в сезоні 1992 року. Команда відома своїми вихованцями, які згодом ставали зірками світового футболу.
В 2009 року команда вийшла в півфінал Південноамериканського кубка.

## Досягнення
- Чемпіон Уругваю у Другому Дивізіоні (6) : 1943, 1967, 1978, 1984, 1991, 2004
- Учасник півфіналу Південноамериканського кубка (1) : 2009